# Nathaniel W. Howell

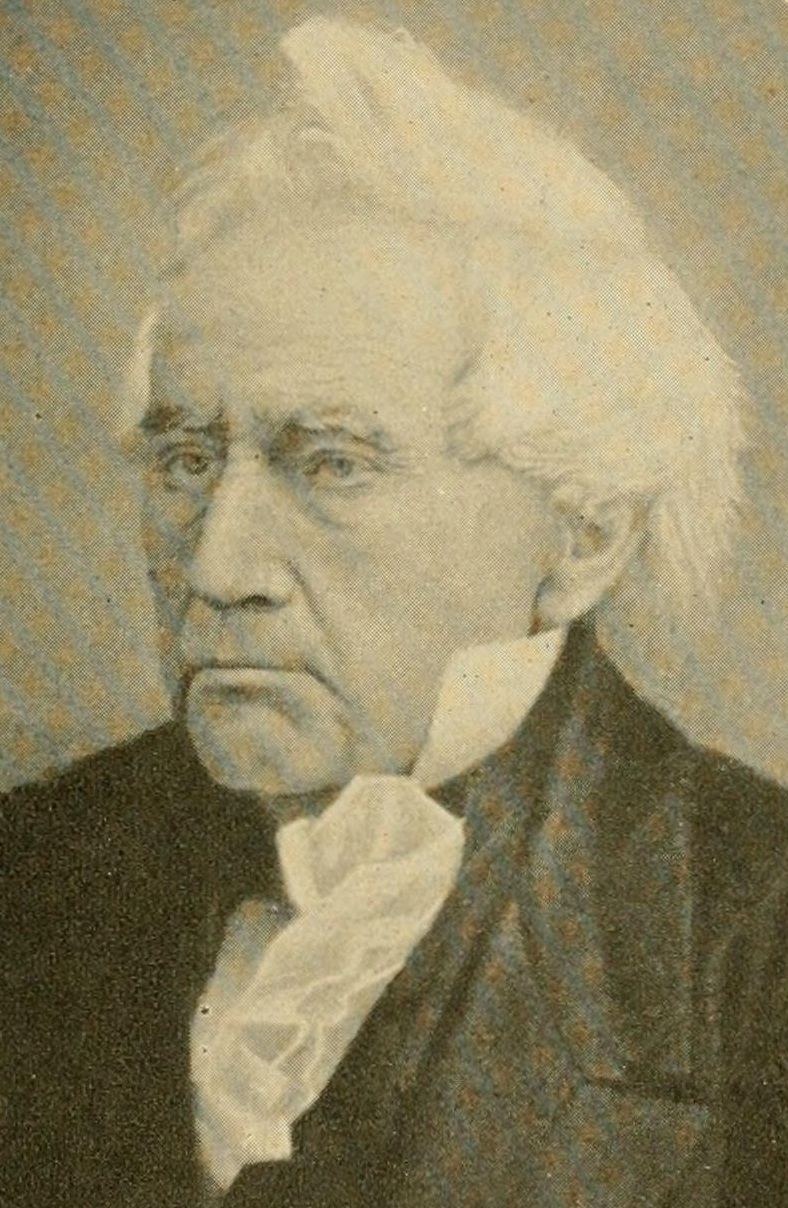
Nathaniel W. Howell

Nathaniel Woodhull Howell (* 1. Januar 1770 in Blooming Grove, Colony of Connecticut; † 15. Oktober 1851 in Canandaigua, New York) war ein US-amerikanischer Jurist und Politiker. Zwischen 1813 und 1815 vertrat er den Bundesstaat New York im US-Repräsentantenhaus.

## Werdegang
Nathaniel Woodhull Howell wurde ungefähr fünf Jahre vor dem Ausbruch des Unabhängigkeitskrieges im Orange County geboren. 1788 graduierte er am Princeton College. Zwischen 1789 und 1792 unterrichtete er in Montgomery. Er studierte Jura. Nach dem Erhalt seiner Zulassung als Anwalt begann er in New York City zu praktizieren. Zwischen 1794 und 1796 ging er im Tioga County seiner Tätigkeit als Anwalt nach und zwischen 1796 und 1851 in Canandaigua. Er war zwischen 1799 und 1802 Attorney General in West New York. 1804 saß er in der New York State Assembly. Politisch gehörte er der Föderalistischen Partei an.
Bei den Kongresswahlen des Jahres 1812 für den 13. Kongress wurde Howell im 21. Wahlbezirk von New York in das US-Repräsentantenhaus in Washington, D.C. gewählt, wo er am 4. März 1813 als erster Vertreter des Distrikts seinen Dienst im US-Repräsentantenhaus antrat. Er schied nach dem 3. März 1815 aus dem Kongress aus.
Nach seiner Kongresszeit wurde er 1817 in die Kommission berufen, welche den Wert der Western Inland Lock Navigation Co. ermittelte. Zwischen 1819 und 1832 war er der First Judge im Ontario County. Er verstarb am 15. Oktober 1851 in Canandaigua. Sein Leichnam wurde auf dem West Avenue Cemetery beigesetzt.